# Keeseekoowenin 61
Keeseekoowenin 61 är ett reservat i Kanada.   Det ligger i provinsen Manitoba, i den sydöstra delen av landet, 1 900 km väster om huvudstaden Ottawa.
Trakten runt Keeseekoowenin 61 består till största delen av jordbruksmark. Trakten runt Keeseekoowenin 61 är nära nog obefolkad, med mindre än två invånare per kvadratkilometer.